# Bye Bye (canção de Marília Mendonça)
"Bye Bye" é uma canção da cantora e compositora brasileira Marília Mendonça, lançada como o quarto single do álbum Todos os Cantos (2019) em 12 de outubro de 2018 pela gravadora Som Livre.

## Composição
Assim como todas as canções de Todos os Cantos (2019), "Bye Bye" não é uma música autoral, e foi escrita pelos mesmos compositores de "Bem Pior Que Eu". A canção aborda uma perspectiva pessimista sobre um sexo casual entre duas pessoas que, conscientemente, sabem que por algumas horas será a primeira e única vez juntos.

## Gravação
A canção foi gravada em 18 de setembro de 2018 na Praça Nauro Machado, na cidade de São Luís, no Maranhão. Além da canção inédita, Marília também cantou outras músicas na apresentação, como "Infiel", "Eu Sei de Cor" e "Amante Não Tem Lar".

## Lançamento e recepção
"Bye Bye" foi lançada como single em 12 de outubro de 2018 simultaneamente com sua versão em videoclipe, e, assim como os singles anteriores, atingiu números significativos nas plataformas digitais. Em cerca de uma semana, o vídeo tinha atingido 7 milhões de visualizações e 60 milhões em dois meses. Em 2020, o single recebeu a certificação de disco de diamante da Pro-Música Brasil.

## Vendas e certificações
| País   | Associação de gravadoras | Certificação  | Vendas    |
| ------ | ------------------------ | ------------- | --------- |
| Brasil | Pro-Música Brasil        | - 3× Diamante | - 900.000 |